# Heriberto Fiorillo
Heriberto de Jesús Fiorillo Tapias (Barranquilla, 17 de marzo de 1952-Ibidem 29 de mayo de 2023) fue un periodista, escritor, editor, gestor cultural, guionista de cine y televisión colombiano de ascendencia italiana.

## Biografía
Nació en Barranquilla. Estudió comunicación social y periodismo en la Pontificia Universidad Javeriana de Bogotá. Su carrera como periodista empezó en 1970 en los diarios El Heraldo y El Espectador en los cuales se estrenó como redactor de crónicas, reportajes y entrevistas. Fue subdirector de la revista Cromos . 
En 1980 empezó a trabajar en el cine documental como guionista y director de la Cine-revista, un magazín cinematográfico de 10 minutos, producido en Colombia y post-producido en Nueva York y Caracas. Realizó y dirigió Ay, Carnaval, un cortometraje documental de 10 minutos, y también escribió y dirigió Aroma de Muerte, mediometraje argumental para Focine, la (Compañía Nacional de Fomento Cinematográfico), con el cual su producción incursionó en varios festivales internacionales.
Participó El Guacamaya con Luis Fernando "Pacho" Bottía, producción que ganó el premio a Mejor Ópera Prima en el prestigioso Festival de Nantes (Francia), director asociado de la película colombo-soviética Los Elegidos, largometraje dirigido por Sergei Soloviev. En la década de los 90 se incursionó en la televisión como subdirector y libretista del Noticiero de las Siete, y posteriormente fue Director del Noticiero del Mediodía. Produjo y escribió Noticias Uno, un informativo para festivos y fines de semana y fue director de Noticias RCN de RCN Televisión .
Se incursionó en proyectos como Talentos, la cual escribió y dirigió junto a Daniel Coronell . Posteriormente, estrenó Amores ilícitos, la primera entrega de un proyecto que hacía parte de adaptación "De amores y delitos" , escrito por Gabriel García Márquez y producido por la compañía estatal Audiovisuales . En 2003 fundó el Carnaval Internacional de las Artes y la Fundación la Cueva. El 29 de mayo de 2023 fallece en Barranquilla tras de complicarse su salud, que lo aquejaba desde años atrás y padeció de Parkinson.

## Obras
- Arde Raúl
- La Cueva
- Nada es mentira
- Cantar mi pena
- La mejor vida que tuve